# Lauritz Bertelsen
Laurids Bertelsen (1514 – 19. januar 1588) var biskop i Århus Domkirke fra 1557 – 1587 . Han blev født
i Ribe Stift og studerede
ved Københavns Universitet støttet af
Aarhus Domkapitel. 1543 sluttede han sig en tid
lang til en kreds af studerende, der samlede sig
om Niels Hemmingsen, som nylig var kommet hjem fra
Wittenberg og gennemgik Davids Salmer for dem efter
Philipp Melanchthons metode.
Laurids Bertelsens kom til
Århus, hvor han omkring 1547 blev rektor ved latinskolen,
derefter 1550 sognepræst ved Frue Kirke og lektor ved
domkirken og endelig 1557 biskop. Han var en helstøbt
personlighed, åben og ærlig i sin færd og mærkelig
djærv i sine udtalelser over for den danske adel. Han
skal have været gift 3 gange, men hans ægteskaber
synes at have været barnløse. Hans sidste hustru,
Elline Sørensdatter, var enke efter sognepræsten ved
domkirken i Århus, Esben Pedersen. I dette sidste
ægteskab havde han en steddatter, Marine, som blev
gift med magister Peder Jensen Vinstrup, der efterfulgte ham, da
han 1587 nedlagde sit embede. Han døde 19. januar 1588.